# Agrilinus breviusculus
Agrilinus breviusculus är en skalbaggsart som beskrevs av Victor Ivanovitsch Motschulsky 1866. Agrilinus breviusculus ingår i släktet Agrilinus och familjen Aphodiidae. Inga underarter finns listade i Catalogue of Life.